# Nederlandse sabelpootkriel

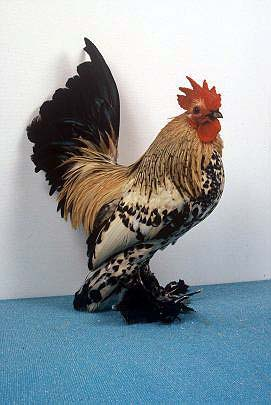
Nederlandse sabelpootkrielhaan in citroenporselein kleurslag

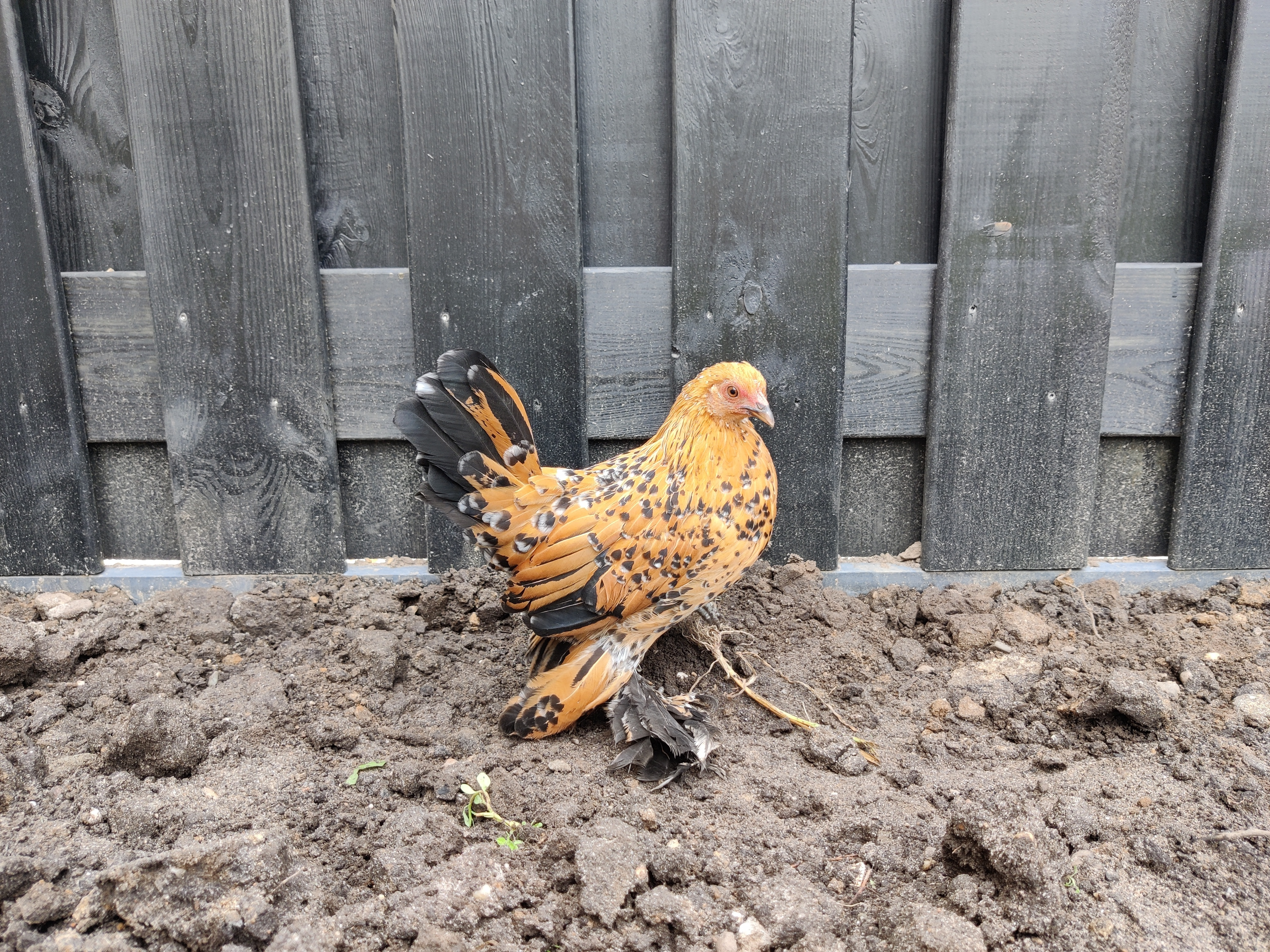
Nederlandse sabelpootkrielkuiken van 12 weken oud

De Nederlandse sabelpootkriel is een oud Nederlands hoenderras. Het is al te zien op afbeeldingen uit de zestiende eeuw.
Sabelpootkrielen hebben een overvloedige been- en voetbevedering, die dicht aaneensluit en zo als het ware een voetstukje onder de kriel vormt. De lange vleugels worden schuin naar beneden gedragen en rusten op de lange stijve veren van de beenbevedering, welke schuin achterwaarts uitsteekt.
Deze stijve veren noemt men gierhakken, zij doen denken aan een sabel en daardoor kregen de krielen de naam sabelpoot.
De bekende kleurslagen zijn: blauw (ongezoomd); blauw witgepareld; buff; citroenporselein; Columbia; koekoek; isabelporselein; oker witgepareld (=okerwitporselein); parelgrijs; patrijs; porselein; porseleinblauwgetekend; roodgeschouderd zilverpatrijs; wit; zilverpatrijs; zilverporselein; zwart en zwart witgepareld.
Sabelpoten komen zowel met- als zonder baard voor. 